# Esteban Granados
Óscar Esteban Granados (Cartago, 1985. október 25. –) Costa Rica-i válogatott labdarúgó, jelenleg a Herediano játékosa.

## Fordítás
Ez a szócikk részben vagy egészben  az   Esteban Granados című angol Wikipédia-szócikk fordításán alapul.  Az eredeti cikk szerkesztőit annak laptörténete sorolja fel. Ez a jelzés csupán a megfogalmazás eredetét és a szerzői jogokat jelzi, nem szolgál a cikkben szereplő információk forrásmegjelöléseként.